# Юхари Салахли
Юхари Салахли (азерб. Yuxarı Salahlı — Верхнє Салахли) — село в Ґазахському районі Азербайджану. Розташоване на рівнині на березі Кури.

## Історія
Колишня назва — Салахли. Село стало іменуватися Юхари Салахли (Верхнє Салахли) після утворення 1867 року села Ашаги Салахли (Нижнє Салахли). 1922 року на основі будинків із двох сіл створено село Орта Салахли (Середнє Салахли).
Салахли — стародавній рід, який входив до складу ґазахських племен, що заселяли територію на заході Азербайджану в історичній Ґазахській провінції.

## Населення
Станом на 1835 рік у селі Салахлі в Газахському районі Грузії в 600 будинках проживало 4020 татар, 2500 чоловіків та 1520 жінок.
Згідно з переписом 2009 року, в селі проживало 3645 мешканців. Населення — 1822 чоловіки та 1823 жінки.

## Видатні люди
До 1867 року зазначається місце народження Салахли, а після цієї дати, село згадується в документах як Юхари Салахли.
- Молла Панах Вагіф (1717—1797) — класичний поет і педагог XVIII століття.
- Самед Вургун (1906—1956) — народний поет Азербайджану.
- Ібрагім ага Векілов[az] (1853—1934) — генерал-майор, перший азербайджанський військовий топограф,
- Ібрагім ага Усубов[ru] — (1872—1920) генерал-майор, командир дивізії.
- Мамедрза ага Векілов[az] (1884—1944) — член парламенту АДР, один з перших організаторів охорони здоров'я в Азербайджані.
- Мустафа бей Векілов[az] (1896—1965) — член парламенту АДР, міністр внутрішніх справ
- Мехдіхан Векілов[az] (1902—1975) — видатний суспільно-політичний діяч, історик
- Мірза Набі Ґаїбзаде[az] (1810—1869) — поет.
- Аббас ага Назір[az] (Гаїбзаде) (1849—1919) — поет, перекладач і педагог XIX—XX століть.
- Фахрі Векілов[az] (1916—1987) — міністр охорони здоров'я Азербайджану
- Рахім бей Векілов[az] (1898—1934) — член парламенту АДР, видатний політичний діяч.
- Мамед ага Векілов[az] (1862—1941) — начальник секретаріату парламенту АДР, випускник Горінської семінарії, тюрколог.
- Фатма Векілова[az] — професор, доктор геолого-мінералогічних наук.
- Юсіф Алієв[az] (1979) — азербайджанський фізик.
- Нігяр Усубова (1914—1995) — радянська і азербайджанська піаністка і музична педагогиня.